# یواس‌اس اکلا (اس‌پی-۱۷۹۳)
یواس‌اس اکلا (اس‌پی-۱۷۹۳) (به انگلیسی: USS Akela (SP-1793)) یک کشتی بود که طول آن ۱۱۷ فوت ۶ اینچ (۳۵٫۸۱ متر) بود. این کشتی در سال ۱۸۹۹ ساخته شد.